# Pontificale (arma)
Il Pontificale o stocco pontificio era la spada con cui il Papa omaggiava i condottieri distintisi nel servizio della Santa Sede o nella difesa della Cristianità. L'arma, originariamente una spada di tipologia non ben precisata, divenne ufficialmente uno stocco tra XIV e XV secolo. Gli ultimi stocchi pontifici datano al XIX secolo.

## Storia
L'uso, da parte del Papa, di omaggiare i suoi condottieri con una spada sontuosamente decorata è attestato sin dal XII secolo e decadde solo nella seconda metà del XIX secolo, unitamente alla fine del potere temporale dei papi. Gli ultimi dati certi riportano il dono dello stocco al Duca di Angoulême, Luigi Antonio di Borbone-Francia (1775-1844), ma ci furono quasi certamente anche casi successivi.

### Origini
La prima menzione di uno stocco come spada donata dal pontefice risale al 1386 quando, a Lucca, Papa Urbano VI ne fece dono al condottiero Fortiguerra Fortiguerri. Unitamente alla spada, Fortiguerri ricevette anche un "berrettone" sontuosamente ricamato, ornato di perle e del simbolo della colomba pontificia. Da quel momento in avanti, il dono dello spada, ormai "stocco pontificio", venne sempre abbinato al dono del "berrettone".
Non è ad oggi ben chiaro quali motivi, se effettivamente ve ne furono, spinsero la curia pontificia a scegliere lo stocco come archetipo della spada cerimoniale con la quale omaggiare i "favoriti" del Papa. Analizzando altro materiale museale, è riscontrabile un generalizzato ricorso al modello "stocco" nelle spade di rappresentanza donate dai potentati europei: è, per esempio, uno stocco la spada cerimoniale donata da Mattia Corvino d'Ungheria al rettore della Repubblica di Ragusa nel 1466 (oggi conservata al Kunsthistorisches Museum di Vienna).

### Diffusione
La produzione e la distribuzione degli stocchi pontifici fu particolarmente prolifica nel corso del Rinascimento: Papa Giulio II arrivò a fare dono dello stocco e del "berrettone" alla Confederazione Svizzera, alleata della Santa Sede contro il Regno di Francia.
La Riforma protestante e le successive Guerre di religione che infiammarono l'Europa tra XVI e XVII secolo portarono all'attribuzione ed alla distribuzione di parecchi stocchi pontifici. Gli Asburgo, "campioni della cristianità", ammassarono un gran quantitativo di stocchi pontifici:
- L'armeria del Palazzo Reale di Madrid conserva gli stocchi donati da Papa Clemente VII all'imperatore Carlo V nel 1529 (Lama G.6), da Papa Paolo III nel 1550 (Lama G.7) e da Papa Pio IV nel 1560 (Lama G.8) a Filippo II di Spagna, da Pio IV all'infante don Carlos nel 1563 (Lama G.9), da Papa Gregorio XIV nel 1591 (Lama G.10) e da Papa Clemente VIII nel 1594 (Lama G.11) all'infante don Filippo, futuro re Filippo III di Spagna, e da Papa Paolo V all'infante don Filippo, poi Filippo IV di Spagna, nel 1618 (Lama G.12);
- L'arciduca Ferdinando II d'Austria (1529-1595) venne omaggiato dello stocco e del "berrettone" da due pontefici: Papa Pio V nel 1568 e Gregorio XIII nel 1582.

Del pari, anche la costante lotta tra le potenze cattoliche orientali e le armate dell'Impero ottomano (v. Guerre ottomano-asburgiche e Guerre polacco-ottomane), oltre a mantenere acceso il fuoco "romantico" della crociata, provocò la realizzazione e l'assegnazione di diversi stocchi pontifici:
- Giovanni III Sobieski (1629-1696), sovrano della Confederazione Polacco-Lituana venne omaggiato di uno stocco da Papa Innocenzo XI per la sua vittoria sui turchi nella Battaglia di Vienna del 1683;
- Papa Alessandro VIII, veneziano, omaggiò di uno degli stocchi più sontuosi a noi pervenuti il Doge Francesco Morosini il "Peloponnesiaco" (1619-1694), vincitore della Guerra di Morea, nel 1689;
- Papa Benedetto XIV donò uno stocco al Gran Maestro dei Cavalieri di Malta, Manuel Pinto de Fonseca (1741-1773), nel 1747[5] e Papa Pio VI fece lo stesso con il Gran Maestro Emmanuel de Rohan-Polduc (1775-1797) nel 1775.

## Descrizione
La descrizione dell'arma e la prassi che ne accompagnava l'attribuzione e la consegna sono state efficacemente riassunte dallo storico Pinti:
(Paolo Pinti (2001) Lo stocco pontificio : immagini e storia di un'arma, p. 4)
(Paolo Pinti (2001) Lo stocco pontificio : immagini e storia di un'arma, p. 6)
I pontificali erano solitamente commissionati a maestri spadai del Lazio o della Toscana. In alcuni casi, si ricorse ad artigiani stranieri: lo stocco donato a Enrico IV di Castiglia nel 1485 era opera di tale Antonio Perez de las Cellas.
Trattandosi di armi di rappresentanza, questi stocchi erano incredibilmente costosi. Il Pontificale donato nel 1492 da Papa Innocenzo VIII al langravio Guglielmo d'Assia, arma a due mani lunga 138 cm, venne pagata 168 ducati d'oro allo spadaio Geronimo da Sutri.

## Fortune artistiche
La grande importanza attribuità dalle personalità politico-militare del Rinascimento e della prima Età Moderna al ricevimento dello stocco pontificio fece sì che i condottieri ed i principi omaggiati di quest'arma commissionassero tele raffiguranti quest'importante momento.
- Già Gentile Bellini (1429-1507) aveva realizzato una tela raffigurante il dono della spada benedetta di Papa Alessandro III al doge Sebastiano Ziani (1177), uno dei primi casi noti di arma pontificale data in dono ad un potentato cristiano. Il quadro, distrutto dall'incendio di Palazzo Ducale del 1577, venne ridipinto da Francesco Bassano (1549-1592) con il titolo Il dono della spada;
- Nei Fasti Farnesiani di Palazzo Farnese (Piacenza), il duca Alessandro Farnese (1545-1592) si fece ritrarre da Giovanni Evangelista Draghi nell'opera Alessandro Farnese riceve lo stocco pontificio.
- Il doge Francesco Morosini si fece ritrarre a figura intera, corazzato, accanto ad un tavolo coperto di mappe egee schiacciate sotto il suo stocco pontificio dal pittore bergamasco Bartolomeo Nazzari (1699-1750). Il quadro è oggi al Museo Correr di Venezia.
- Il pittore veneto Gregorio Lazzarini (1665-1730) ritrasse diversi stocchi pontifici nei quadri con i quali celebrò le glorie del doge Morosini e della sua patria: ritroviamo sia lo stocco che il "berrettone" nella Offerta del pileo e dello stocco dalla Religione del 1694 e ne Il potere civile (1720), entrambe opere inizialmente realizzate per l'Arco Morosini del Palazzo Ducale di Venezia.

## Galleria d'immagini

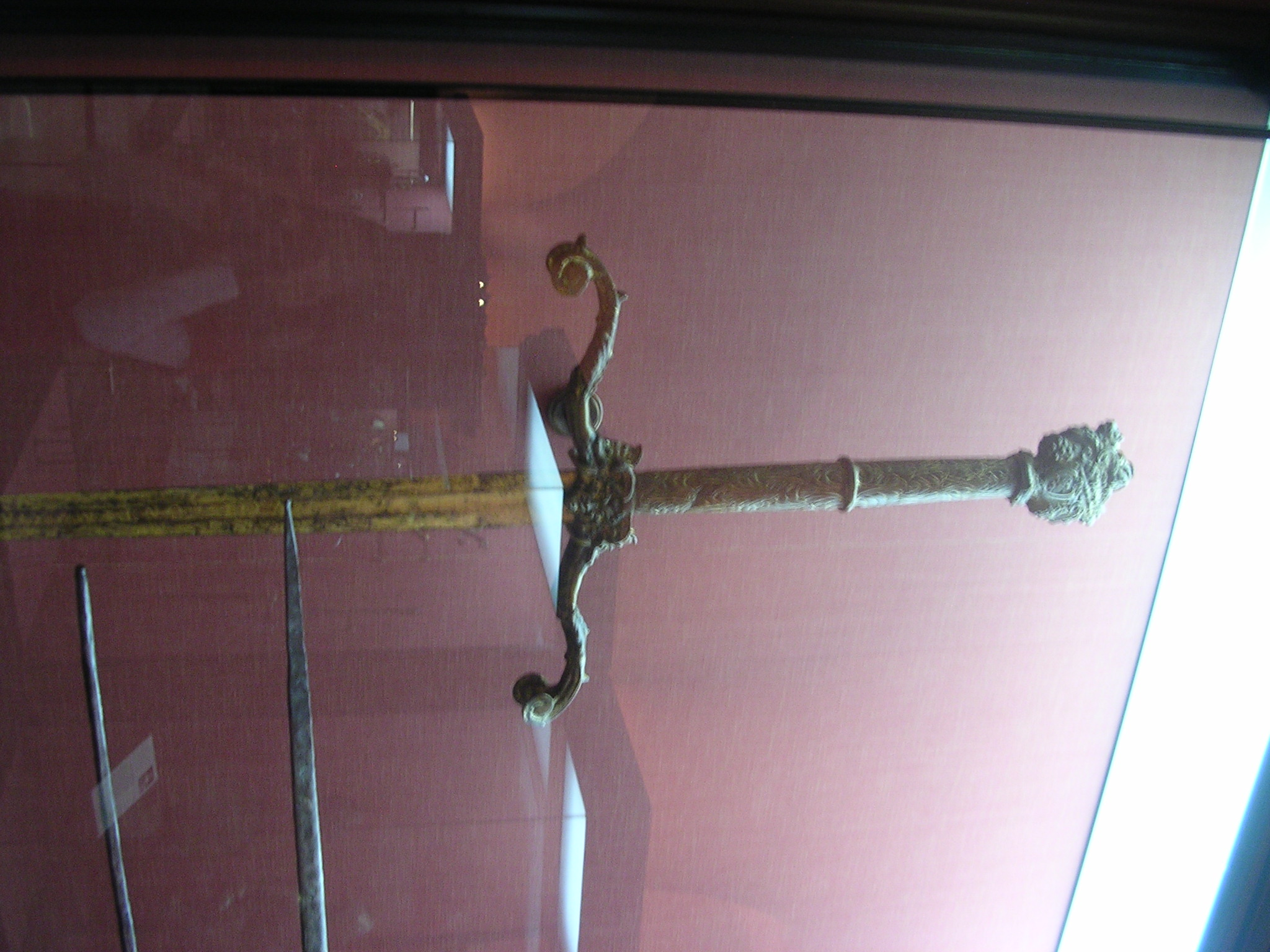
Uno degli stocchi pontifici nell'armeria del Palazzo Reale di Madrid
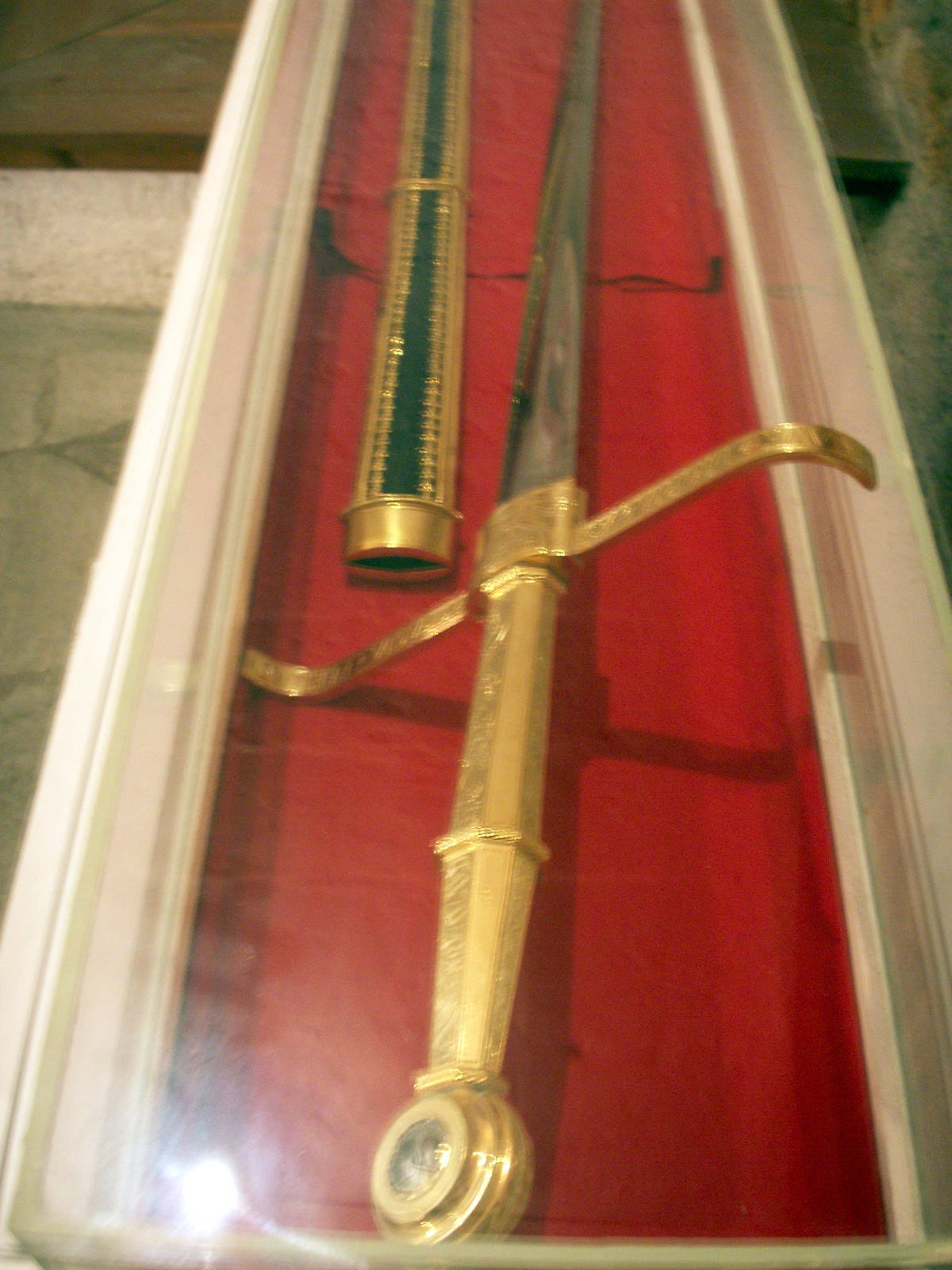
Copia di uno degli stocchi di Ferdinando II d'Austria nel museo dell'Abbazia di Millstatt

### Fonti
- Bosi (1855), Lo stocco benedetto, dono per principi dato dal Pontefice Niccolò V al conte Lodovico Bentivoglio di Bologna, in Archivio Patrio Felsineo, Bologna, v. II.
- Daru, Pierre Antoine Noël Bruno (1837), Storie della Repubblica di Venezia, Mendrisio.
- Müntz, L. (1889), Les Epées d'honneur distribuées par les papes pendant les XIV, XV et XVI siècles, in Revue de l'Art Chrétien.
- Relazione di quello, che si è praticato in occasione di avere la Santità di nostro signore pp. Benedetto XIV, mandato lo Stocco ed il Pileo benedetti a Sua Altezza Eminentissima il gran maestro fra d. Emmanuele Pinto, felicemente regnante, Roma, ed. Antonio de' Rossi, 1747.

### Studi
- Boccia, L.G. [a cura di] (1991), L'armeria del Museo Civico Medievale di Bologna, Busto Arsizio.
- Pinti, Paolo (2001), Lo stocco pontificio : immagini e storia di un'arma, in Saggi di opologia del Circolo culturale armigeri del Piave, n. 12 PDF Archiviato il 4 marzo 2016 in Internet Archive..
- Sighinolfi, L. (1925), Lo stocco benedetto di Lodovico Bentivoglio, in Il comune di Bologna.
- Vita, Carlo : de (1983), Dizionari Terminologici, armi bianche dal medioevo all'età moderna, Firenze.